# Chambers Bridge

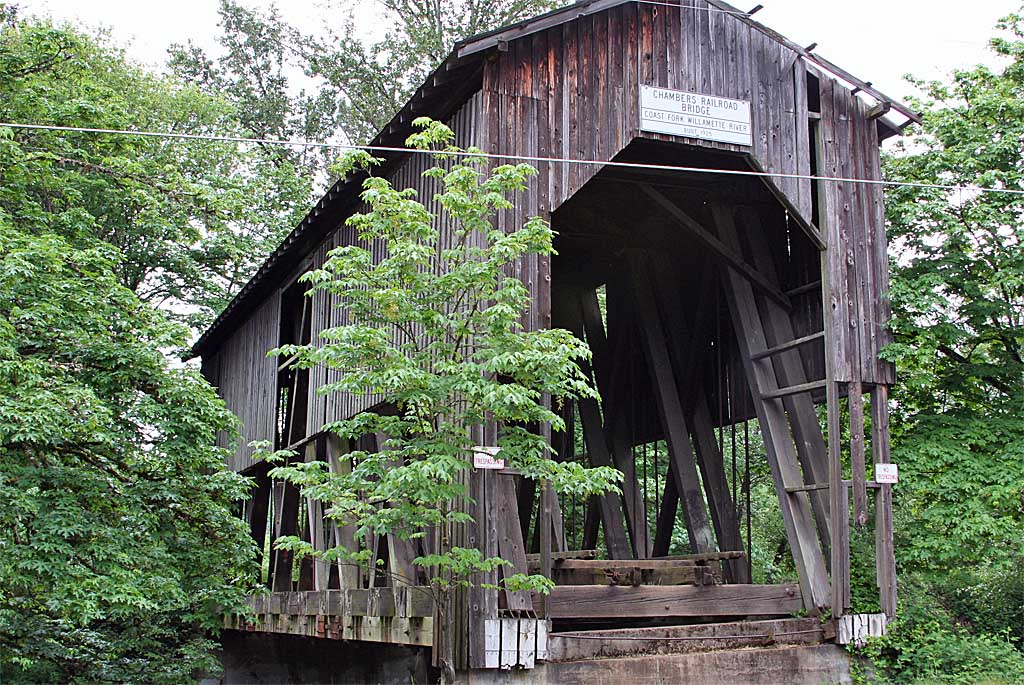
Die 1925 erbaute Chambers Bridge

Die Chambers Bridge ist eine historische Eisenbahnbrücke und steht im Lane County im US-Bundesstaat Oregon, in den Vereinigten Staaten. Sie befindet sich unweit der South River Road, nahe der Ortschaft Cottage Grove. Die Besonderheit dieser Brücke liegt darin, dass sie überdacht ist und als solche die letzte ihrer Art im Bundesstaat Oregon ist.

## Geschichte
Die Brücke wurde 1925 von der Oregon, Pacific and Eastern Railway gebaut, um im Rahmen einer Abzweigung des allgemeinen Schienennetzes, per Eisenbahn den Holztransport zum damaligen Sägewerk Frank Chambers Mill in Cottage Grove zu ermöglichen. Die Nutzungsdauer der Chambers Bridge war kurz, da das Sägewerk 1943 von einem Feuer völlig zerstört wurde. Über die Jahre wurde die Brücke mehrmals von Brandstiftern heimgesucht, wobei die Brücke selbst nicht in Mitleidenschaft gezogen wurde, jedoch die Holzteile des Bauwerks zum Teil beschädigt wurden. Von 1993 bis 1995 wurde die Brücke unter dem Covered Bridge Program inspiziert. Ihre Spannweite beträgt 23,8 Meter und überquert den Fluss Coast Fork Willamette.
Die Fachwerkbrücke wurde am 29. November 1979 vom National Register of Historic Places mit der Nummer 79002081 in die Register aufgenommen.
Anfang des Jahres 2010 wurde sie zwecks Renovierung abgerissen. Im Sommer 2011 wurde die Brücke nach Originalplänen neu erbaut. Die Wiedereröffnung erfolgte am 3. Dezember 2011.